# Trades Union Congress
De Trades Union Congress (TUC) is een Britse vakbond in Engeland en Wales met ongeveer 6.2 miljoen leden.
Ze is aangesloten bij het IVV en de EVV en is op haar beurt de overkoepelende organisatie van 45 vakcentrales, waaronder Unite en UNISON.

## Geschiedenis
| Algemeen-secretaris                     | Aangetreden | Afgetreden |
| --------------------------------------- | ----------- | ---------- |
| Paul Nowak                              | 2023        | heden      |
| Frances O'Grady                         | 2013        | 2022       |
| Brendan Barber                          | 2003        | 2013       |
| John Monks                              | 1993        | 2003       |
| Norman Willis                           | 1984        | 1993       |
| Len Murray                              | 1973        | 1984       |
| Vic Feather                             | 1969        | 1973       |
| George Woodcock                         | 1960        | 1969       |
| Sir Vincent Tewson                      | 1946        | 1960       |
| Sir Walter Citrine                      | 1926        | 1946       |
| Fred Bramley                            | 1923        | 1926       |
| C. W. Bowerman                          | 1921        | 1923       |
| Secretaris van het Parlementaire comité | Aangetreden | Afgetreden |
| C. W. Bowerman                          | 1911        | 1921       |
| W. C. Steadman                          | 1905        | 1911       |
| Sam Woods                               | 1894        | 1905       |
| Charles Fenwick                         | 1890        | 1894       |
| Henry Broadhurst                        | 1886        | 1890       |
| George Shipton                          | 1885        | 1886       |
| Henry Broadhurst                        | 1876        | 1885       |
| George Howell                           | 1873        | 1876       |
| George Odger                            | 1872        | 1873       |
| George Potter                           | 1869        | 1872       |
| William Henry Wood                      | 1868        | 1869       |